# توماس دونيلي
توماس دونيلي هو سياسي كندي، ولد في 1874 في نيو كاريسله في كندا، وتوفي في 9 أكتوبر 1948. حزبياً، نشط في الحزب الليبرالي الكندي. وقد انتخب عضو مجلس العموم الكندي.